# Games without frontiers (Peter Gabriel)
Games without frontiers is een lied dat Peter Gabriel schreef voor zijn derde titelloze album uit 1980. 

## Lied
Het is een protestlied tegen oorlog. Gabriel becommentarieert oorlog en internationale diplomatie in de vorm van commentaar bij kinderspelletjes. De titel grijpt voorts terug op het televisieprogramma Jeux sans frontières, in Nederland op de buis gebracht als Spel zonder grenzen, in het Verenigd Koninkrijk onder de titel It's a knockout. Hierin namen inwoners van bepaalde plaatsen en/of landen het in de vreemdste uitdossingen en spelletjes op tegen inwoners van andere plaatsen/landen. Daarbij was sprake van gangbare wedstrijden, maar ook situaties waarbij de deelnemers elkaar konden frustreren/tegenwerken. Een laatste inspiratie vormden de dagboeken van Evelyn Waugh, waarin zij omschrijft hoe haar kinderen Adolf en Enrico met vuur spelen. Het lied begint in de ogen van Gabriel speels met namen als Hans en Lottie maar groeit uit als protest tegen nationalisme, territoriumdrang en competitie, dat toch de basis zou zijn van de gespeelde spelletjes.
Het nummer begint met een slideguitar gevolgd door akoestische en elektronische percussie en een synthesizerbas. Vervolgens zijn een aanvullende gitaar en de stem van Kate Bush te horen; hetgeen in sommige oren een donker geluid opleverde. Gedurende het nummer laten Gabriel, Lillywhite en geluidstechnicus Hugh Padgham een gefloten melodietje horen.

## Single
In februari 1980 bracht Charisma Records UK het nummer uit op single gekoppeld aan B-kant een combinatie van Start en een alternatieve versie van I don’t remember. Daartoe moest Gabriel wel de tekst enigszins aanpassen: "Whistling tunes we piss on the goons in the jungle" bij de tweede strofe werd "Whistling tunes we're kissing baboons in the jungle", dat al eerder in het lied te horen is. De uitgifte van de single werd begeleid door een promotievideo en ook daar had de BBC bezwaar tegen. Een scène waarin kinderen met poppen rond een tafel zitten spelen was in de ogen van de Britse omroep seksueel geladen. Gabriel voorzag daar al een dreigend probleem in, maar zette door; de BBC wilde alleen een gekuiste versie uitzenden. Peter Gabriel snapt de reden tot op de dag vandaag niet, maar deed het af met de opmerking dat de keuringscommissie een in dat opzicht rijkere verbeelding had dan Gabriel zelf.
De single werd een groot succes in Ierland (derde plaats), Verenigd Koninkrijk (vierde plaats in hitparade) en Canada (zevende plaats). De Verenigde Staten bleven duidelijk achter met een 48e plaats. Dat grote succes in Ierland VK en Canada wel reden voor Atlantic Records, dat eerder zijn album als onverkoopbaar achtte, het album en single alsnog te willen uitbrengen, maar de plaat werd er al door Mercury Records op de markt gebracht. Alhoewel het in Nederland en België vrij populair was, kreeg het geen hitnotering.

## Nagalm
Gabriel zong in 1991 het lied vanuit Nederland via een satellietverbinding op The Simple Truth, een ondersteuningsconcert voor de Koerdische vluchtelingen. Het lied was te horen in het computerspel The race against time voor de computers Commodore 64, ZX Spectrum en Amstrad CPC. Ook werd het gebruikt bij The Thirteenth Winter X Games (2009) en de afsluiting van seizoen 1 van The Americans (The colonel). Het lied werd door verschillende relatief onbekende artiesten gecoverd, de bekendste daarin was James Last.